# Omar Rudberg
Omar Josúe Rudberg (nascido Omar Josué González, Caracas, 12 de novembro de 1998), também conhecido apenas como Omar, é um cantor e ator venezuelano-sueco que iniciou sua carreira em 2013 como membro da boy band FO&O e que ficou conhecido internacionalmente por seu papel principal como Simon Eriksson na série adolescente da Netflix Young Royals (2021–2024).
Omar iniciou sua carreira solo em 2018, com o single "Que Pasa", seguido de "La Mesa". Mais tarde, foi revelado que ele participaria do Melodifestivalen de 2019 com a música "Om om och om igen". "Om om och om igen" não conseguiu se classificar para as semifinais, mas deu a Omar seu primeiro "top 20" solo na Suécia.
Estreou como ator em 2021, vivendo Simon na série da Netflix Young Royals. Ele participou do Melodifestivalen de 2022 com a música "Moving Like That", que ficou em 5.º lugar.

## Vida e carreira
Omar nasceu em 12 de novembro de 1998, em Anaco, na Venezuela. Ele mudou-se para Kungsbacka, na Suécia, com sua mãe aos seis anos de idade. Em 2010, com 11 anos, foi concorrente do Talang, a versão sueca do Got Talent, transmitido pela TV4.
Em 2013, estreou como membro do FO&O, quando o grupo começou a fazer apresentações de rua nas ruas de Estocolmo enquanto publicava vídeos no YouTube para seus fãs (chamados de 'Foooers'). Durante todo ano, o grupo fez várias performances de televisão, no Tillsammans för Världens Barn, e no final do Idol 2013 em Globen. Em agosto de 2013, FO&O (sob o nome de The Fooo) lançou seu single de estreia, intitulado "Build a Girl", que alcançou o número 41 na Sverigetopplistan, gráfico oficial de singles da Suécia. O grupo tornou-se conhecido após o cantor canadense Justin Bieber e seu empresário ter visto um vídeo do grupo no YouTube.
Em fevereiro de 2014, eles ganharam o prêmio sueco Grammis na categoria "Inovador do Ano". Lançaram seu primeiro álbum de estúdio, Off the Grid , em 2 de abril do mesmo ano. O álbum ficou na posição de número 1 na Swedish Albums Chart em sua primeira semana de lançamento. No Rockbjörnen 2014, foram agraciados com o prêmio nas categorias "Melhores Fãs", "Avanço deste Ano" e "Melhor Grupo Ao Vivo". Em 1 de setembro de 2014, o grupo anunciou que mudaria seu nome de "The Fooo" para "The Fooo Conspiracy", como uma homenagem a seus fãs (Foooers). O grupo também ganhou o prêmio de "Melhor Artista Sueco" durante o MTV EMA de 2014.

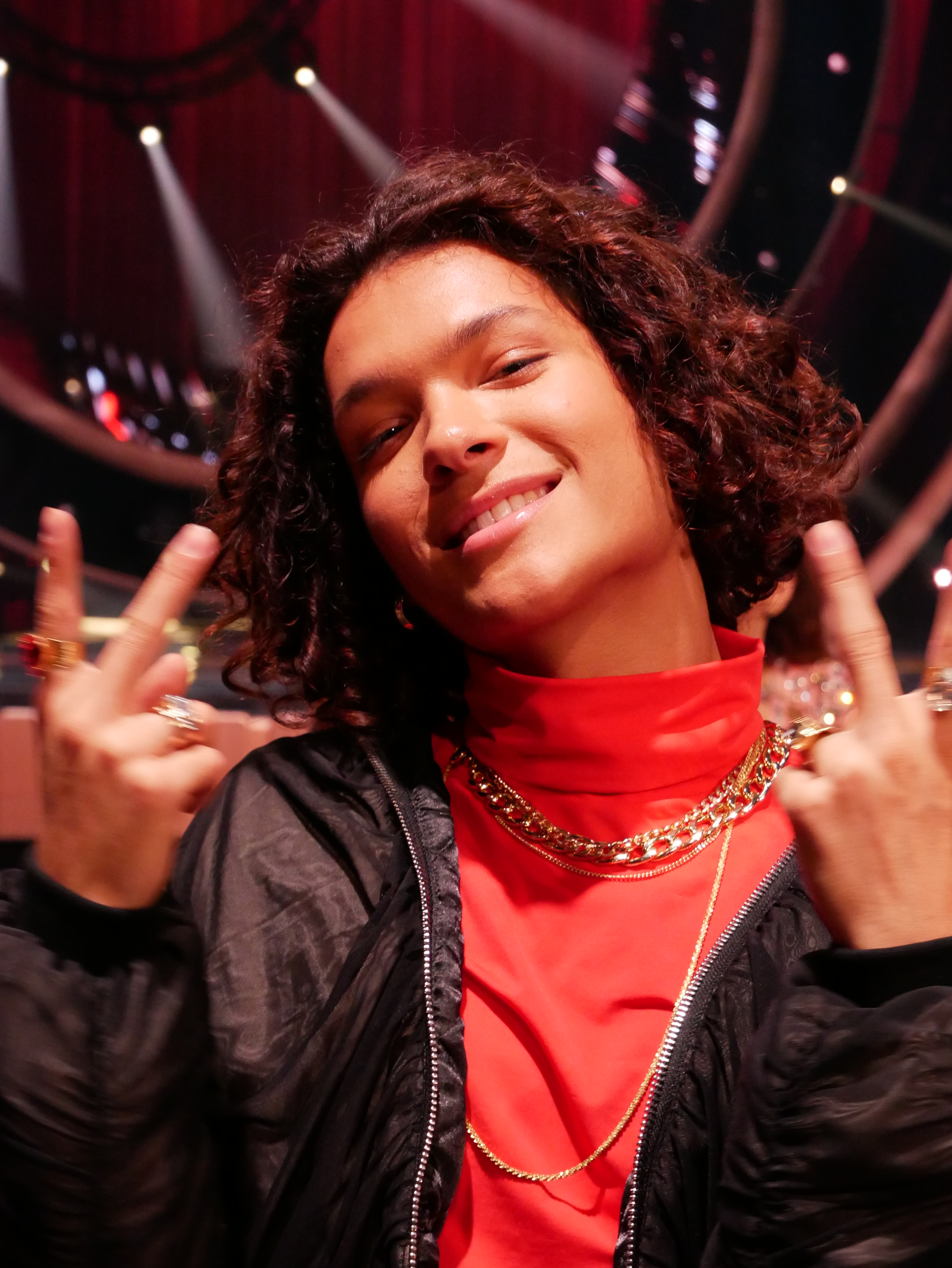
Omar, Melodifestivalen, 2019.

Em 30 de novembro de 2016, o grupo foi anunciado como um dos 28 artistas a competir no Melodifestivalen 2017 com a música "Gotta Thing About You". Eles se classificaram para "andra chansen" a partir da terceira semifinal e depois se classificaram para a final, vencendo o "Roadtrip" de De Vet Du, e posterormente se classificaram na décima primeira na final. FO&O anunciou o lançamento de seu álbum auto-intitulado nas redes sociais, incluindo "Gotta Thing About You", lançada como primeiro single em 26 de fevereiro de 2017, e o segundo single do álbum "So So Good", foi lançado em 5 de maio. O álbum foi lançado na Suécia pela The Artist House em 12 de maio de 2017, e atingiu a posição de número 33 na Swedish Albums Chart. Em setembro de 2017, após especulações na imprensa sueca sobre a separação deles, o grupo confirmou que estava em um hiato e estava tirando um tempo para seguir projetos solo.
Omar iniciou sua carreira solo em fevereiro de 2018, com o single "Que Pasa", com a participação de Lamix. Posteriormente lançou a canção "La Mesa" em agosto do mesmo ano, com a participação de Elias Hurtig. Em fevereiro de 2019, lançou o single "Om om och om igen". Com essa canção ele participou do Melodifestivalen de 2019. "Om om och om igen" não conseguiu se classificar para as semifinais, mas deu a Omar seu primeiro "top 20" solo na Suécia. Ainda em 2019, lançou "På min telephone toda la noche". Iniciou 2020, lançando o single "Dum", que alcançou 59ª posição na principal parada se singles da Suécia. Em maio, lançou "Jag e nån annan", e posteriormente "LÄPPAR" em julho de 2020. Em novembro de 2020, foi aparesentado como parte do elenco da série da Netflix Young Royals.
Em maio de 2021, lançou o single "Alla Ba OUFF". Estreou oficialmente como ator em julho de 2021, vivendo Simon em Young Royals. A série foi recebida positivamente pelo público, que avaliou muito a fidelidade do programa à vida real ao escalar adolescentes para papéis de adolescentes e mostrar texturas de pele com manchas. Junto com a série Omar lançou "It Takes a Fool to Remain Sane", como single de seu single álbum Omar Covers lançado em 9 de julho., uma cover da canção do mesmo nome da banda sueca The Ark. Em 23 de julho de 2021, lançou a versão em espanhol de seu single anterior "Alla Ba OUFF", intitulado "Yo Dije Ouff", que contou com o mesmo vídeo musical.

## Vida pessoal
Em meados de 2019 durante entrevista para o site QX Omar afirmou que não rotula sua sexualidade e se sente atraído por garotos e garotas. Omar declarou: "Por que devo contar a alguém que só quer saber sobre minha sexualidade, por uma questão de saber? Eu não tenho rótulo. Como ser humano, tenho a mente muito aberta. Não me atrevo a colocar um rótulo. É muito assustador. Às vezes eu saio com caras, às vezes com garotas. Varia. Não sei se é por causa da idade, que ainda sou jovem. Eu sinto que estou perdido, não de um jeito ruim, mas perdido apenas na vida."

## Discografia

### Álbuns de estúdio
| Título | Detalhes                                                                                       |
| ------ | ---------------------------------------------------------------------------------------------- |
| OMR    | - Lançamento: 27 de maio de 2022 - Gravadora(s): TEN - Formato(s): Download digital, streaming |

### Singleálbuns
| Título      | Detalhes                                                                                       |
| ----------- | ---------------------------------------------------------------------------------------------- |
| Omar Covers | - Lançamento: 9 de julho de 2021 - Gravadora(s): TEN - Formato(s): Download digital, streaming |

### Singles
| Título                                                                                   | Ano  | Melhores posições nas paradas | Melhores posições nas paradas | Certificações | Álbum                 |
| Título                                                                                   | Ano  | SWE                           | NOR                           | Certificações | Álbum                 |
| ---------------------------------------------------------------------------------------- | ---- | ----------------------------- | ----------------------------- | ------------- | --------------------- |
| "Que Pasa" (featuring Lamix)                                                             | 2018 | —                             | —                             |               | Lançamentos sem álbum |
| "La Mesa" (featuring Elias Hurtig)                                                       | 2018 | —                             | —                             |               | Lançamentos sem álbum |
| "Om om och om igen"                                                                      | 2019 | 11                            | —                             |               | Lançamentos sem álbum |
| "På min telephone toda la noche"                                                         | 2019 | —                             | —                             |               | Lançamentos sem álbum |
| "Dum"                                                                                    | 2020 | 59                            | —                             | - GLF: Ouro   | Lançamentos sem álbum |
| "Jag e nån annan"                                                                        | 2020 | —                             | —                             |               | Lançamentos sem álbum |
| "LÄPPAR"                                                                                 | 2020 | —                             | —                             |               | Lançamentos sem álbum |
| "Alla Ba OUFF"                                                                           | 2021 | —                             | —                             |               | Lançamentos sem álbum |
| "It Takes a Fool to Remain Sane"                                                         | 2021 | —                             | —                             |               | Omar Covers           |
| "Mi Casa Su Casa"                                                                        | 2022 | —                             | —                             |               | OMR                   |
| "Moving Like That"                                                                       | 2022 | 57                            | —                             |               | OMR                   |
| "La Incondicional" (com Benjamin Ingrosso)                                               | 2022 | —                             | —                             |               | OMR                   |
| "Nakna" (com Victoria Nadine)                                                            | 2022 | —                             | 33                            |               | Lançamento sem álbum  |
| "—" indica lançamentos que não figuraram nas paradas ou não foram lançados nessa região. |      |                               |                               |               |                       |

Notas
1. ↑  Apresar de ser divulgado como um EP pelo próprio artista, Omar Covers foi lançado nas plataformas digitais como um single.
2. ↑  Uma versão em espanhol da canção, intitulada "Yo Dije Ouff", foi lançada em 23 de julho de 2021.[43]

## Filmografia

### Televisão
| Título                | Ano  | Papel          | Notas       |
| --------------------- | ---- | -------------- | ----------- |
| Talang                | 2010 | Ele mesmo      | Competidor  |
| Melodifestivalen 2017 | 2017 | Ele mesmo      | Competidor  |
| Melodifestivalen 2019 | 2019 | Ele mesmo      | Competidor  |
| Young Royals          | 2021 | Simon Eriksson | 6 episódios |
| Melodifestivalen 2022 | 2022 | Ele mesmo      | Competidor  |

## Prêmios e indicações
| Ano  | Prêmio                                | Categoria   | Trabalho nomeado | Resultado | Ref.   |
| ---- | ------------------------------------- | ----------- | ---------------- | --------- | ------ |
| 2021 | Stockholm International Film Festival | Rising Star | Young Royals     | Indicado  | [ 54 ] |